# Troisfontaines-la-Ville
Troisfontaines-la-Ville és un municipi francès situat al departament de l'Alt Marne i a la regió del Gran Est. L'any 2007 tenia 381 habitants.

## Demografia

### Població
El 2007 la població de fet de Troisfontaines-la-Ville era de 381 persones. Hi havia 164 famílies de les quals 40 eren unipersonals (16 homes vivint sols i 24 dones vivint soles), 60 parelles sense fills, 48 parelles amb fills i 16 famílies monoparentals amb fills.
La població ha evolucionat segons el següent gràfic:
Habitants censats

### Habitatges
El 2007 hi havia 183 habitatges, 164 eren l'habitatge principal de la família, 3 eren segones residències i 16 estaven desocupats. Tots els 183 habitatges eren cases. Dels 164 habitatges principals, 147 estaven ocupats pels seus propietaris, 14 estaven llogats i ocupats pels llogaters i 3 estaven cedits a títol gratuït; 3 tenien dues cambres, 18 en tenien tres, 35 en tenien quatre i 108 en tenien cinc o més. 125 habitatges disposaven pel capbaix d'una plaça de pàrquing. A 63 habitatges hi havia un automòbil i a 82 n'hi havia dos o més.

### Piràmide de població
La piràmide de població per edats i sexe el 2009 era:
| Homes | Edats   | Dones |
| ----- | ------- | ----- |
| 0     | 95 o +  | 0     |
| 8     | 90 a 94 | 4     |
| 4     | 85 a 89 | 8     |
| 0     | 80 a 84 | 0     |
| 4     | 75 a 79 | 16    |
| 8     | 70 a 74 | 12    |
| 8     | 65 a 69 | 4     |
| 16    | 60 a 64 | 20    |
| 12    | 55 a 59 | 16    |
| 8     | 50 a 54 | 4     |
| 24    | 45 a 49 | 16    |
| 12    | 40 a 44 | 16    |
| 16    | 35 a 39 | 16    |
| 20    | 30 a 34 | 8     |
| 16    | 25 a 29 | 12    |
| 8     | 20 a 24 | 0     |
| 16    | 15 a 19 | 24    |
| 16    | 10 a 14 | 8     |
| 12    | 5 a 9   | 12    |
| 8     | 0 a 4   | 8     |

## Economia
El 2007 la població en edat de treballar era de 233 persones, 177 eren actives i 56 eren inactives. De les 177 persones actives 164 estaven ocupades (94 homes i 70 dones) i 13 estaven aturades (4 homes i 9 dones). De les 56 persones inactives 25 estaven jubilades, 10 estaven estudiant i 21 estaven classificades com a «altres inactius».

### Ingressos
El 2009 a Troisfontaines-la-Ville hi havia 174 unitats fiscals que integraven 425 persones, la mediana anual d'ingressos fiscals per persona era de 19.312 €.

### Activitats econòmiques
Els 6 establiments que hi havia el 2007 eren d'empreses de construcció.
Dels 4 establiments de servei als particulars que hi havia el 2009, 1 era un paleta, 2 guixaires pintors i 1 electricista.
L'any 2000 a Troisfontaines-la-Ville hi havia 19 explotacions agrícoles.

## Poblacions més properes
El següent diagrama mostra les poblacions més properes.